# Scarus spinus
Scarus spinus és una espècie de peix de la família dels escàrids i de l'ordre dels perciformes.

## Morfologia
Els mascles poden assolir els 30 cm de longitud total.

## Distribució geogràfica
Es troba a l'Illa Christmas i des de les Filipines fins a Samoa, les Illes Ryukyu i el sud de la Gran Barrera de Corall.